# Luksemburgizam
Luxemburgizam (eng. Luxemburgism ) je posebna revolucionarna teorija marksizma i demokratskog socijalizma, koju je zagovarala Rosa Luxemburg.
Luxemburgizam je interpretacija marksizma koja podržava radničku revoluciju uz postojanje političke demokracije. Oštro kritizira politiku boljševizma, Lenjina i Trockog. Roza Luksemburg nije prihvatila koncept jednopartijskog sistema kao zamjenu za političku demokraciju, jer prema njoj radnička revolucija podrazumijeva postojanje političke demokracije.
Roza Luksemburg je inzistirala na socijalističkoj demokraciji:
"Sloboda samo za pristaše vlade, samo za članove jedne stranke - koliko god da je brojna - to uopće nije sloboda. Sloboda je uvijek i isključivo sloboda za onoga koji misli drukčije. Ne zbog bilo kakvog fanatičnog koncepta "pravde", već zato što sve što je poučno, zdravo i pročišćavajuće u političkoj slobodi ovisi od ove karakteristike, a njegova efikasnost nestaje kada "sloboda" postane posebna privilegija. (...) Ali socijalistička demokracija nije nešto što započinje samo u obećanoj zemlji, nakon što su temelji socijalističke ekonomije stvoreni; ona (demokracija) ne dolazi kao neka vrsta božićnog poklona za dostojanstvene ljude koji su, u međuvremenu, lojalno podržavali gomilu socijalističkih diktatora. Socijalistička demokracija počinje istovremeno s početkom uništavanja klasne vladavine i izgradnje socijalizma."

## Vanjske poveznice
- Sabrana djela Rose Luxemburg (eng.)